# Jimmy John's
O Jimmy John's Franchise, LLC, vulgarmente designada por Jimmy John's, é uma cadeia de sanduíches americana, com sede em Champaign, Illinois. A empresa foi fundada por Jimmy John Liautaud em 1983. Depois de Liautaud ter terminado o liceu, o seu pai deu-lhe a escolher entre alistar-se no exército ou abrir uma empresa. Liautaud decidiu abrir um negócio de cachorros-quentes, que mudou para sanduíches devido aos custos.
A cadeia Jimmy John's tem mais de 2.700 estabelecimentos, 98% dos quais são franqueados. Em 2016, o Roark Capital Group adquiriu uma participação majoritária na empresa. Mais tarde, em 2019, a Inspire Brands comprou a empresa ao Roark Capital Group por um montante não especificado.

## História
A cadeia foi fundada em 1983 pelo homônimo Jimmy John Liautaud, então com 19 anos, e é detida majoritariamente pela Inspire Brands, uma subsidiária do Roark Capital Group. A empresa cresceu rapidamente, com 875 lojas em 2009, mais de 1800 em 2013 e mais de 2800 em 2019. As vendas ultrapassaram a barreira dos mil milhões em 2011.

## Produtos
Com a adição de sanduíches gourmet e, de acordo com as suas próprias declarações, ingredientes de alta qualidade - em vez de pães de sanduíche clássicos e macios, existem pães ligeiramente mais estreitos e mais compridos que se assemelham a pequenas baguetes - a empresa pretende diferenciar-se de concorrentes como a Subway, mas ao mesmo nível de preços. A gama inclui 25 sanduíches com uma composição fixa de ingredientes.

## Prêmios e reconhecimento
O Jimmy John's foi nomeado o número um no Entrepreneur 2016 Franchise 500. Em 2014, o YouGov BrandIndex classificou as cadeias de restaurantes que têm a maior lealdade à marca dos millennials, e o Jimmy John's liderou o ranking com 83% dos votos com base nos restaurantes a que considerariam ir novamente. O Jimmy John's foi nomeado o segundo restaurante mais popular para refeições de negócios pelo programa de relatórios de despesas Certify. Em 2015, o Entrepreneur.com nomeou o Jimmy John's como uma das 10 franquias promissoras para empreendedores ambiciosos. Em março de 2017, o Jimmy John's ganhou o prêmio “Deal of the Year” do Franchise Times por atrair o Roark Capital Group como novo proprietário majoritário da empresa. Os juízes do FT consideraram o negócio “um dos melhores negócios de capital privado de todos os tempos no setor da restauração”.
Em 2011, a CNN Money classificou a Jimmy John's como uma das dez “Great Franchise Bets”. A empresa estima que as vendas anuais podem atingir os US$ 1,2 milhões, enquanto os lucros líquidos podem rondar os US$ 280.000. Os custos de arranque do negócio estão estimados entre US$ 305.000 e US$ 485.500.